# Hans Werl

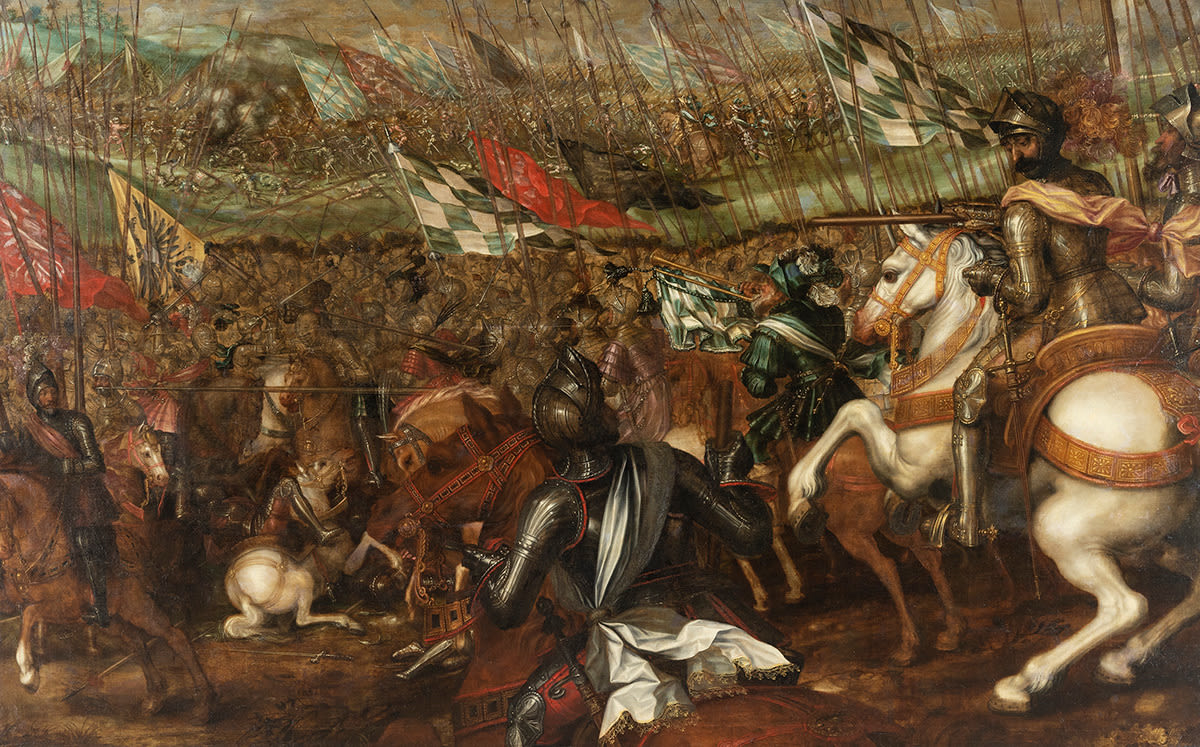
Hans Werl (Gemälde um 1603): Sieg in der Schlacht von Giengen 1462

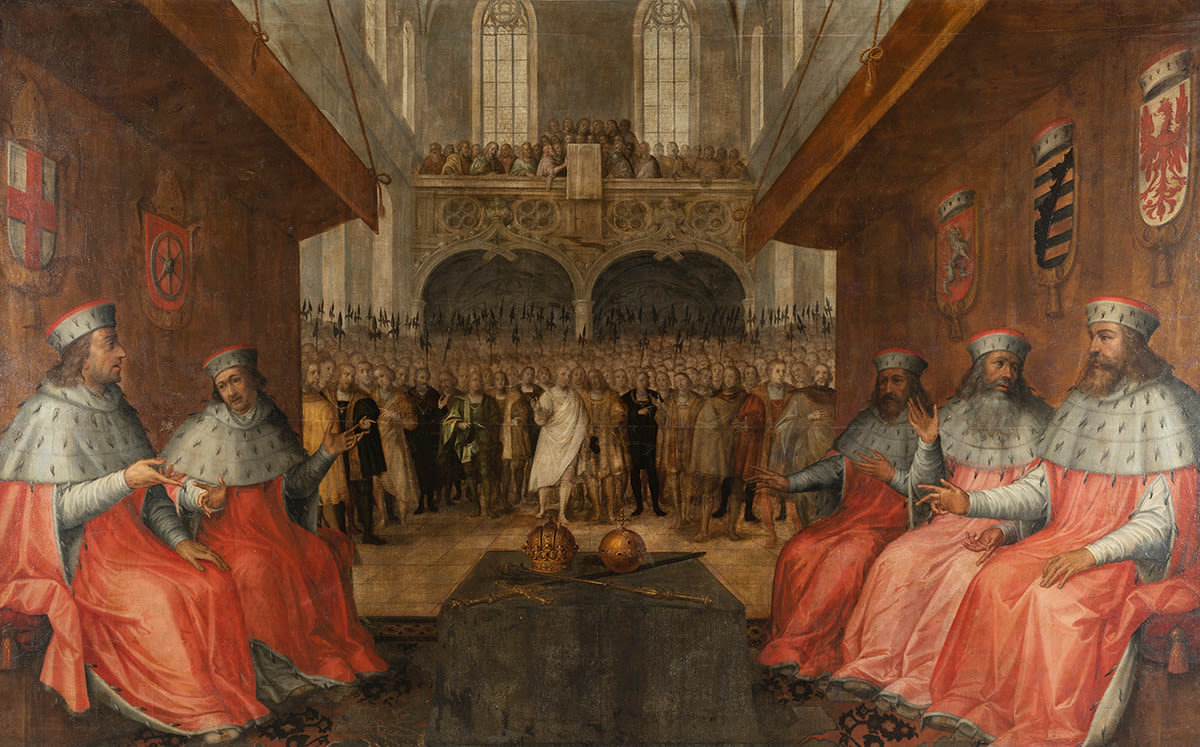
Hans Werl (Gemälde um 1603): Herzog Ludwig IV. von Bayern wird 1314 zum römisch-deutschen König gewählt

Hans Werl (auch: Wörl, Werlin, Wernl, Wernlin, Werndl, Wehrl, Worlin, Wöhrl, Wörle; * um 1570 in München; † 5. Mai 1608 ebenda) war ein deutscher Maler. Er wirkte vor allem als Hofkünstler der bayerischen Herzöge Wilhelm V. und Maximilian I. in München.

## Leben
Hans Werl war 1588/89 Lehrjunge bei Alessandro Paduano in München. 1592 heiratete er und wurde 1594 am Hof von Herzog Wilhelm V. von Bayern angestellt, 1596 wurde er von Prinz Maximilian zum Hofmaler ernannt und bei dessen Regierungsantritt 1597 übernommen. 1601 erhielt Werl ein nur geringfügig niedrigeres Gehalt als der 1602 wieder angestellte Hofmaler Peter Candid. 1603 begutachte Werl zusammen mit Hans Krumpper Entwürfe für den Bau des (1858 zerstörten) Bennobogens in der Münchner Frauenkirche.
Ab 1601 malte Werl einen zehnteiligen Historienzyklus für den alten Herkulessaal in der Münchner Residenz nach dem Programm des Augsburger Humanisten Markus Welser. 1602 malt er das Deckenbild des sogenannten Schwarzen Saals in der Residenz mit einer Scheinarchitektur, die zu den frühesten Beispielen solcher Deckenmalerei nördlich der Alpen gehört. Das Leinwandgemälde wurde 1944 zerstört und nach erhaltenen Fotografien 1979 auf Putz rekonstruiert.
Hans Werl starb 1608 in München.